# دان دوريا
دان دوريا (بالإنجليزية: Dan Duryea)‏ مواليد 23 يناير 1907 في وايت بلينس، نيويورك، الولايات المتحدة - الوفاة 07 يونيو 1968 في لوس أنجلوس، كاليفورنيا، الولايات المتحدة، هو ممثل أمريكي بدأ مسيرته الفنية سنة 1933. امتدت مسيرته الفنية لأكثر من 35 عاما.

## الأعمال
- الذئاب الصغيرة
- كبرياء اليانكيز
- لا شيء غير القلب الوحيد

## روابط خارجية
- دان دوريا على موقع IMDb (الإنجليزية)
- دان دوريا على موقع ألو سيني (الفرنسية)
- دان دوريا على موقع أول موفي (الإنجليزية)
- دان دوريا على موقع قاعدة بيانات برودواي على الإنترنت (الإنجليزية)
- دان دوريا على موقع قاعدة بيانات الأفلام السويدية (السويدية)
- دان دوريا على موقع إن إن دي بي (الإنجليزية)
- دان دوريا على موقع ديسكوغز (الإنجليزية)
- دان دوريا على موقع قاعدة بيانات الفيلم (الإنجليزية)
- دان دوريا على موقع كينوبويسك (الروسية)